# 洪蓉
洪蓉（1991年1月25日—，前藝名馬友蓉），本名楊珛淓，台灣女藝人，以姣好身材在網上成名。

## 職業生涯
2011年11月，經紀人相中馬友蓉的32I傲人胸圍，邀請她來擔任華義國際線上遊戲《降龍之劍Online》廣告的女主角；在廣告中，馬友蓉僅以寶劍或手遮蔽自身三點，其餘近乎全裸，因而走紅。之後曾多次嘗試cosplay拍攝廣告，並以埃及豔的裝扮拍攝平面寫真，由於32I的傲人上圍，自此開始被網友喻為「I級豔后」。之後，她出了多部寫真集和代言多項產品，以及在《麻辣天后宮》、《康熙來了》、《國光幫幫忙》等各大電視節目擔任嘉賓。2013年，馬友蓉在電影《變身》中飾演3D妹一角。
2015年4月，請益「蓮生活佛」盧勝彥後改藝名為洪蓉。隔年4月，她推出了寫真吉他譜《聽見洪蓉》，收錄最新單曲〈就算千千萬萬的人都死光〉。
之後，洪蓉經歷了一段無工作可接的低潮期，直到她於2016年起開始在中國和泰國直播平台擔任直播主才獲得較好的收入。在停止與中國的合作後，洪蓉改至泰國高爾夫球俱樂部擔任公關。
至2022年，洪蓉的上圍已長大至120公分，據本人表示台灣版本的尺吋約有N罩杯。